# Sílvia Borràs Lumbreras
Sílvia Borràs Lumbreras (Igualada, Anoia, 21 de juliol de 1977) és una portera d'hoquei sobre patins catalana.
Es formà a l'escola d'hoquei del Club Natació Igualada, amb el qual aconseguí sis Ligues catalanes de forma consecutiva (1993-98) i set Campionats d'Espanya (1993-98, 2000). Posteriorment fou jugadora de l'Igualada Femení HCP amb el qual competí a l'OK Lliga. La temporada 2016-17 jugà a l'US Coutras de la Lliga francesa, aconseguint el campionat aquell mateix any. Internacional amb la selecció espanyola d'hoquei sobre patins, es proclamà campiona del Món el 1996 i aconseguí la medalla de bronze al Campionat d'Europa de 1997.

## Palmarès
Clubs
- 6 Lliga catalana d'hoquei sobre patins femenina: 1992-93, 1993-94, 1994-95, 1995-96, 1996-97, 1997-98
- 7 Campionat d'Espanya d'hoquei sobre patins femení: 1992-93, 1993-94, 1994-95, 1995-96, 1996-97, 1997-98, 1999-00
- 1 Campionat de França d'hoquei sobre patins femení: 2016-17

Selecció espanyola
- 1 medalla d'or al Campionat del Món d'hoquei patins femení: 1996
- 1 medalla de bronze al Campionat d'Europa d'hoquei patins femení: 1997